# آرگو (آلاباما)
آرگو (به انگلیسی: Argo) شهرکی است در ایالت آلاباما در کشور آمریکا.

## مکان
آرگو در موقعیت () قرار دارد.
با توجه به اطلاعات اداره آمار آمریکا مساحت آن در حدود ۳۱٫۸ کیلومترمربع است.

## مردم‌شناسی
با توجه به آمار سال ۲۰۰۰ جمعیت آن ۱۷۸۰ نفر، ۶۶۴ خانواده در آن ساکن هستند.
تعداد ۷۲۶ واحد خانه در هر مساحت تقریبی (۲۳akm²) قرار دارد.
۲۸٪ درصد از خانواده‌های فرزند زیر ۱۸ سال داشتند که از این تعداد ۶۵٬۵٪ درصد زوج بوده و ۶٬۳٪ درصد زنان بدون شوهر و ۲۴٬۴٪ درصد نیز غیر خانواده بودند.
متوسط درآمد یک خانواده در حدود ۵۳٬۰۸۸ دلار آمریکا است و زنان درآمد متوسط ۳۳٬۸۷۵ دلار آمریکا و مردان درآمد متوسط ۲۸٬۶۲۵ دلار آمریکا بدست می‌آورند.